# Honda Prelude
Honda Prelude – sportowe coupe japońskiej marki Honda produkowane od 1978 do 2001 roku. Łącznie sprzedano 826 082 egzemplarzy modelu.

## Honda Prelude I

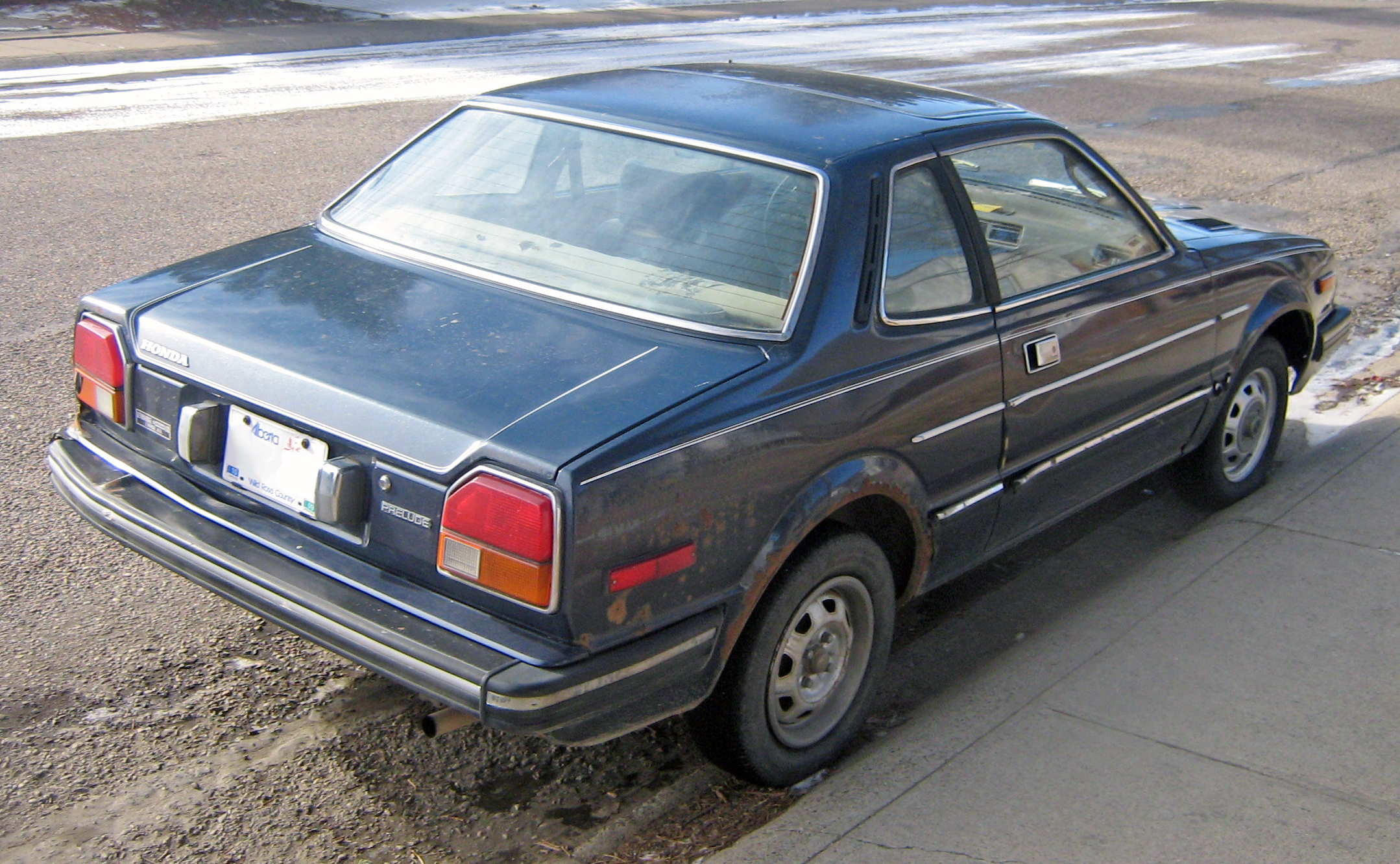
Tył Hondy Prelude I

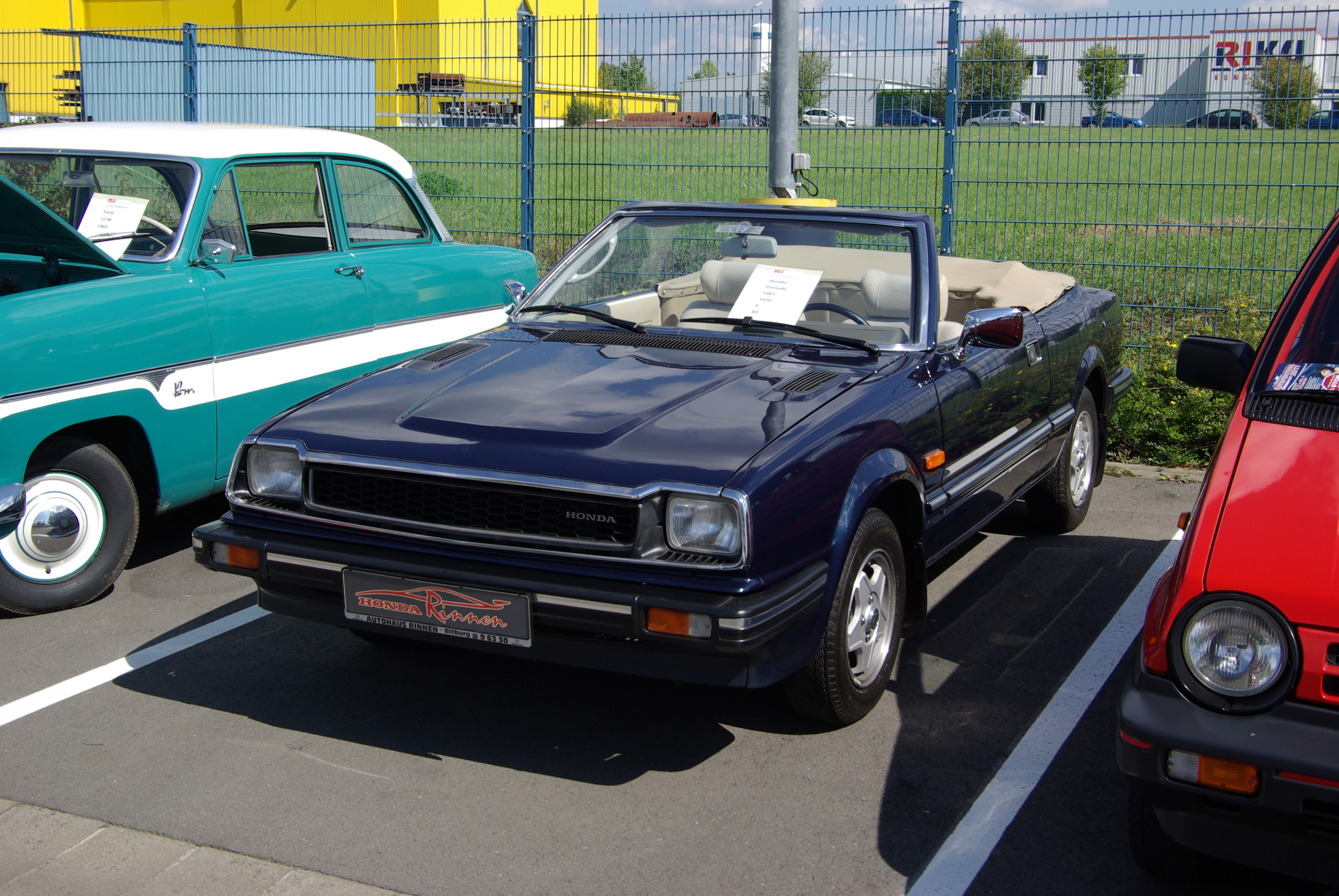
Honda Prelude I Cabrio

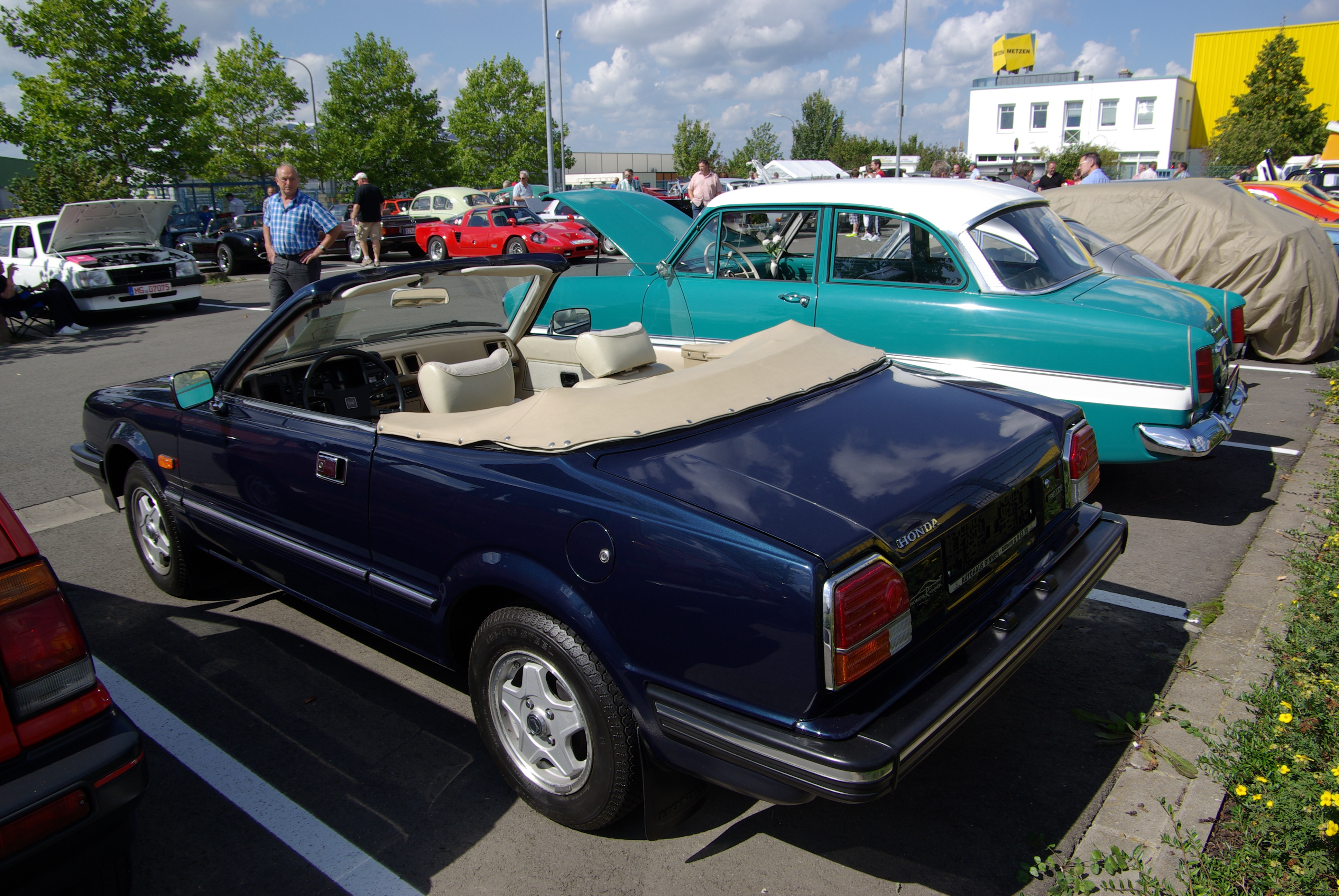
Tył Hondy Prelude I Cabrio

Honda Prelude I zadebiutowała 24 listopada 1978 roku. Auto powstało na bazie Hondy Civic II generacji. Podobnie jak w Accordzie i Civicu użyto struktury podwozia z samonośnym nadwoziem. W Japonii auto było dostępne z odsuwanym dachem. Sprzedano 171 829 sztuk auta.

## Honda Prelude II

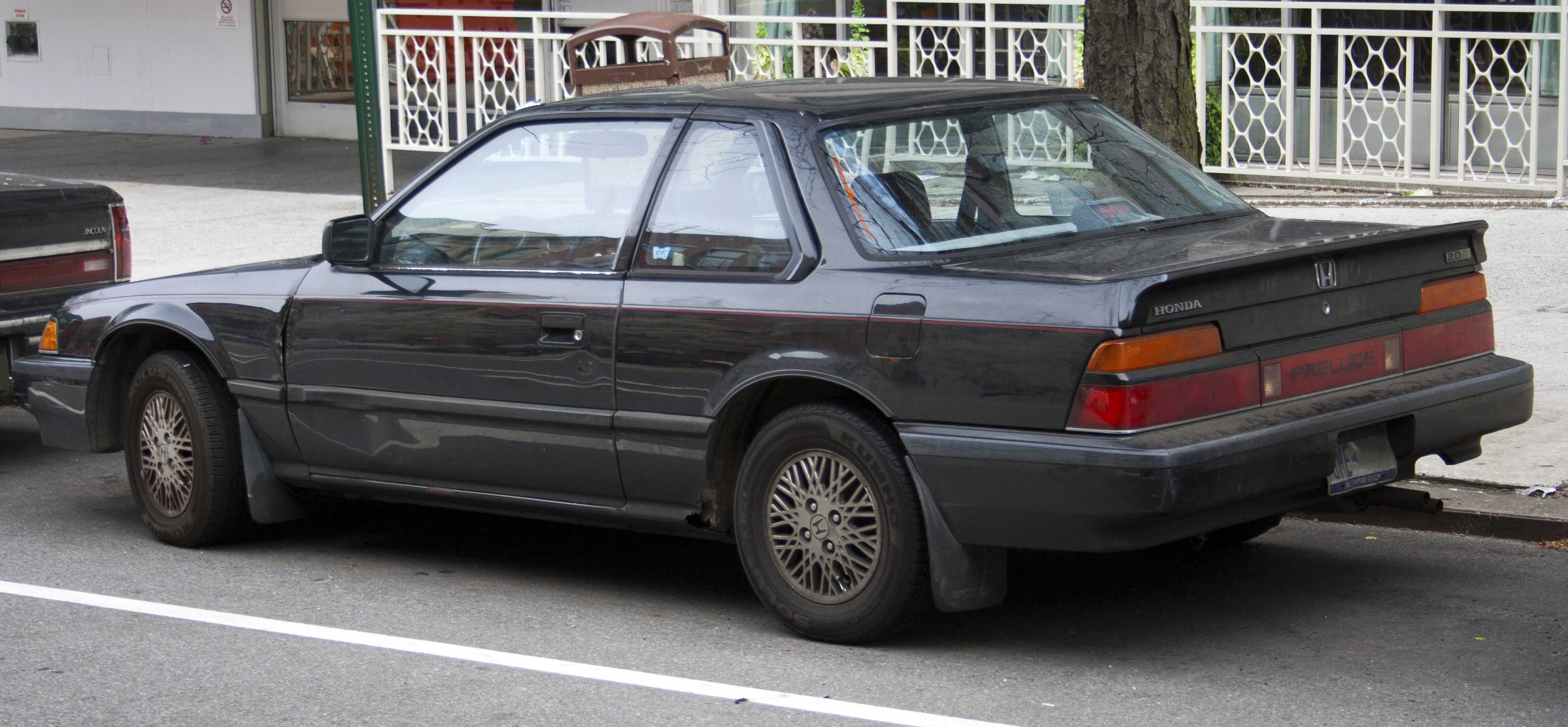
Tył Hondy Prelude II

Honda Prelude II została zaprezentowana w 1982 roku na zupełnie nowej platformie. Sprzedano 336 599 sztuk auta.

### Wersje wyposażeniowe
EX 12V SOHC – silnik 1.8 o mocy 101 lub 105 KM i 145 Nm, zasilany gaźnikiem z jednym wałkiem rozrządu.
W początkowym okresie produkcji wyposażenie było niewielkie. Obejmowało elektrycznie wysuwaną antenę, elektryczny szyberdach z automatycznie wysuwaną chromowaną owiewką, wspomaganie kierownicy oraz elektryczny zegarek z datą. 
Z czasem Prelude można było doposażyć w: elektryczne szyby, wraz z automatycznym domykaniem szyby kierowcy oraz wycieraczką tylnej szyby (w opcji na rynek francuski), układ A.L.B. (odpowiednik europejskiego układu ABS), klimatyzację, dodatkowe światło stopu, kontrolki niezapiętych pasów w wersji amerykańskiej, 13-calowe alufelgi oraz automatyczną czterobiegową skrzynię biegów.
2.0 i 16 DOHC – silnik 2.0, o oznaczeniach:
- B20A1 – 137 KM 172NM, zasilany wielopunktowym wtryskiem paliwa, z dwoma wałkami rozrządu.
- B20A – 160 KM, PGMFI DOHC – silnik na rynek JDM.

Auto posiadało identyczne wyposażenie jak wersja EX wraz z regulacją odcinka lędźwiowego fotela kierowcy.

## Honda Prelude III

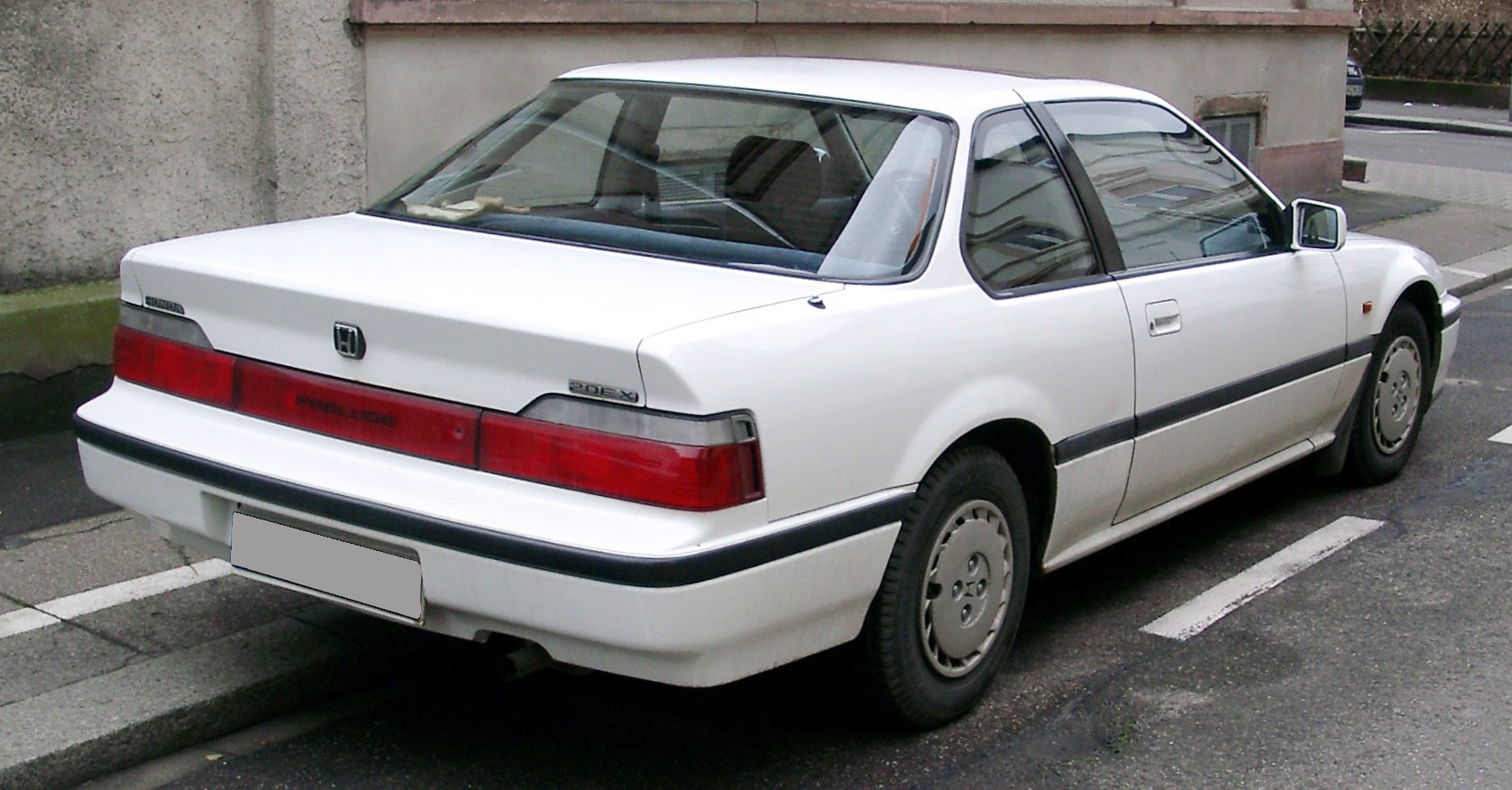
Tył Hondy Prelude III

Honda Prelude III zadebiutowała w 1987 roku w Genewie. W 1989 roku auto przeszło face lifting. Sprzedano 160 909 sztuk auta. W plebiscycie na Europejski Samochód Roku 1988 model zajął 3. pozycję (za Peugeotem 405 i Citroënem AX).
Nowością na rynku było wprowadzenie przez Hondę jako pierwszą markę systemu 4WS. System 4WS, sterowany całkowicie mechanicznie, umożliwiał skręt tylnej osi pojazdu, w zależności od obrotu koła kierownicy, co poprawiało stabilność przy wysokich prędkościach oraz zwrotność (zmniejszenie promienia skrętu) na parking.

### Silniki
Prelude występowała fabrycznie z silnikami o pojemności skokowej 1958 cc bądź 2056 cc, najpopularniejsze:
- B20A3 109KM, 12 zaworów SOHC
- B20A4 114KM, 12 zaworów SOHC
- B20A5 137KM, 16 zaworów DOHC
- B20A7 150KM, 16 zaworów DOHC
- B20A9 140KM, 16 zaworów DOHC

Dostępna jednak była z innymi, rzadko spotykanymi silnikami spalinowymi:
- B20A/B20A1 160KM, 16 zaworów DOHC
- B20A6 – 142KM, 16 zaworów DOHC
- B20A8 – 133KM, 16 zaworów DOHC
- B21A/B21A1 – 145/140 KM, 16 zaworów DOHC

Silniki trzeciej generacji Prelude były oparte na podwójnym gaźniku (tzw. dual carb) w podstawowych wersjach B20A3/B20A4 na jednym wałku rozrządu bądź na pełnym wtrysku elektronicznym (MPFI) z podwójnym wałkiem rozrządu (DOHC)w pozostałych silnikach.

### Wersje wyposażeniowe i klasyfikacja nadwozia
Ogólną klasyfikację Hondy Prelude III generacji dzielimy na:
- Wersja EX przed liftingiem
- Wersja 16v (2.0i-16) przed liftingiem
- Wersja EX po liftingu
- Wersja 16V (2.0i-16) po liftingu
- Wersje EX były wyposażone w silniki gaźnikowe z 12 zaworami SOHC (B20A3/B20A4). Ponadto, dla odmiany EX niektóre dodatkowe wyposażenie było niedostępne.

Nadwozie było sygnowane następująco:
- BA3 – rynek amerykański
- BA4 – rynek europejski
- BA5 – rynek japoński (JDM)
- BA7 – rynek amerykański/japoński (JDM) (silniki ~2100 cc)

### Dodatkowe wyposażenie
Samochód zyskał dużą popularność dzięki bogatemu wyposażeniu, w którego skład wchodzić mogą m.in. elektryczne sterowane szyby, lusterka oraz szyberdach, centralny zamek, wspomaganie kierownicy, elektrycznie wysuwana antena, ogrzewanie tylnej szyby, elektryczna regulacja świateł, dimmer, klimatyzacja, skórzana tapicerka, alufelgi oraz regulacja odcinka lędźwiowego fotela kierowcy (w wersji 16V).
Dodatkowo każdą wersję można było wyposażyć w: system 4WS, A.L.B. (odpowiednik europejskiego systemu ABS) oraz tylną wycieraczkę.

### Wersja po face liftingu
W 1989 roku auto przeszło face lifting. Do najważniejszych zmian optycznych można zaliczyć: przedni zderzak, w którym zmieniono położenie i rozmiar kierunkowskazów oraz świateł postojowych oraz zmieniono miejsce mocowania halogenów, a także ich kształt i rozmiar, a także zmieniono barwę ich świateł - z żółtych na białe. Zmieniono również tylny pas łącznie z blendą i lampami tylnymi, oraz kształt dolnej części klapy bagażnika.
Zmian dokonano także na desce rozdzielczej, zmieniono zegary oraz tapicerkę we wnętrzu. Zwiększono również rozmiar tarczy sprzęgła oraz skrzynię biegów. Z drobniejszych zmian dodano dodatkowe zabezpieczenia takie jak: składanie tylnej kanapy za pomocą klucza od stacyjki oraz możliwość zablokowania otwarcia klapy bagażnika kluczem.

## Honda Prelude IV

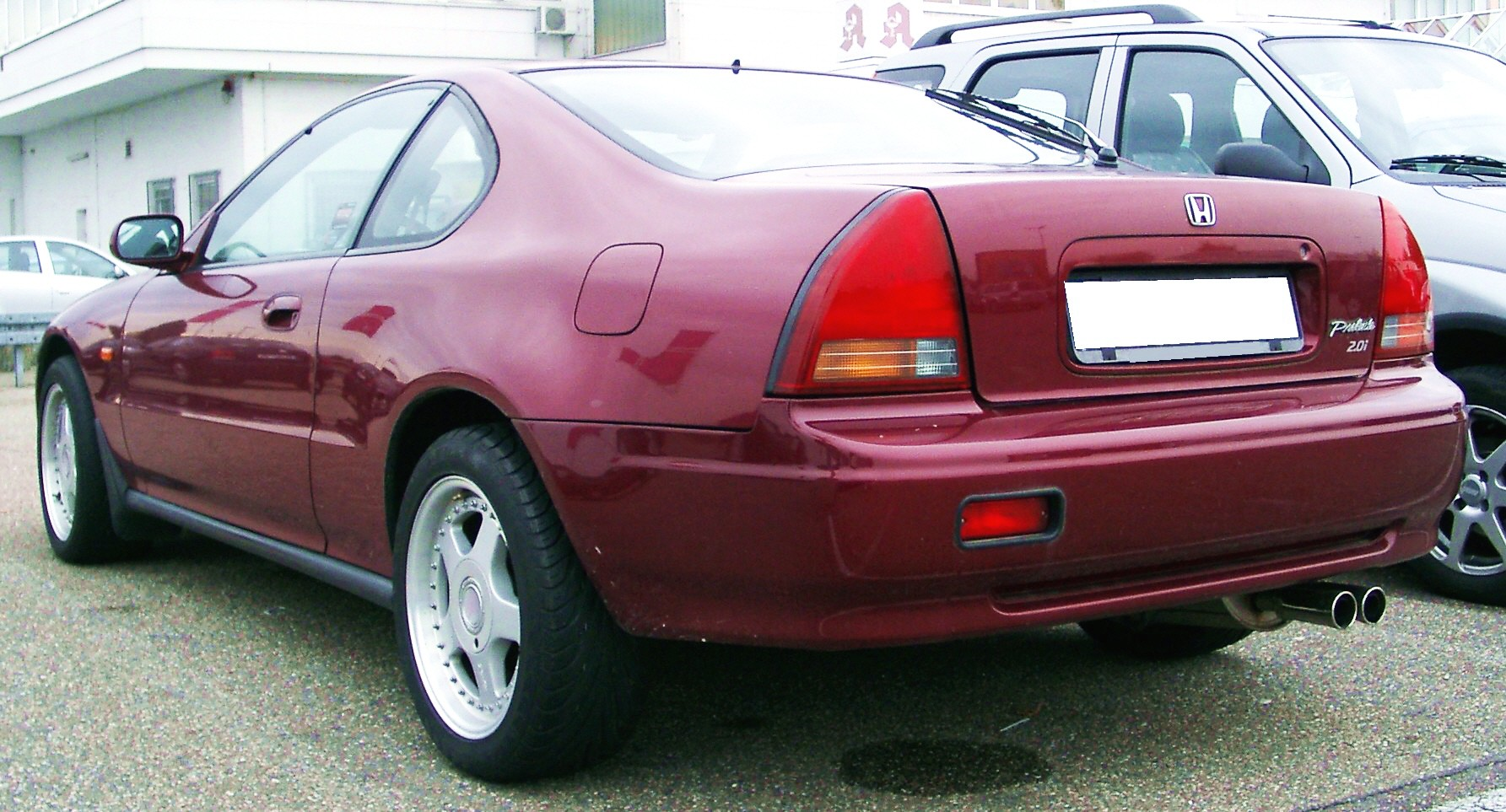
Tył Hondy Prelude IV

Honda Prelude IV zadebiutowała w 1991 roku, a od początku 1992r była dostępna również w Europie. Samochód jest pokrewny z modelem Honda Accord (silniki i ich podzespoły jak i niektóre elementy zawieszenia i układu elektrycznego są wspólne). Auto otrzymało bardziej sportowy wygląd, a system 4WS zmieniono z mechanicznego na komputerowy. Sprzedano 98 627 egzemplarzy tej generacji.
Samochód można było wyposażyć m.in. w elektrycznie regulowane fotele, adaptacyjne reflektory, czujnik deszczu, bezkluczykowy system otwierania zamków, wbudowany telewizor, czujnik zmierzchu, kontrolę trakcji, automatyczną klimatyzację. W 1994 roku auto przeszło modernizację. Zmieniono m.in. lampy kierunkowskazów oraz przednie lampy, wloty powietrza, poprawiono system ABS zmieniając pompę układu, oraz wymieniono serwo hamulcowe na większe. Najwięcej zmian dokonano we wnętrzu dyskretnie przeprojektowano konsolę centralną i fotele, usunięto schowek między tylnymi fotelami a w ofercie pojawiły się zupełnie nowe wzory tapicerki.
Jesienią 1996r. ostatni model czwartej generacji Prelude zjechał z taśmy montażowej, a ostatnie egzemplarze w Europie zostały sprzedane jeszcze w 1997r.

### Silniki
- 2.0 R4 SOHC, 16V, 133 KM (Europa) - F20A4
- 2.2 R4 SOHC, 16V, 137 KM (USA, Kanada, Australia, RPA) - F22A1
- 2.2 R4 DOHC, 16V, 160 KM (Japonia) - F22B
- 2.2 R4 DOHC VTEC, 16V, 185 KM (Europa, RPA) - H22A2
- 2.2 R4 DOHC VTEC, 16V, 195 KM (USA, Kanada, Australia) - H22A1
- 2.2 R4 DOHC VTEC, 16V, 200 KM (Japonia) -  H22A
- 2.3 R4 DOHC, 16V, 160 KM (Europa, USA, Kanada) - H23A1/2

### Wersje wyposażeniowe
Japonia:
- Si (BA8/BA9)
- VTEC Si (BB1/BB4)

USA:
- S (BA8)
- Si (BB2)
- SE (BA9)
- VTEC (BB1)

Kanada:
- Preludium (BA8/BA9)
- SR (BB2)
- SR-V (BB1)

Europa:
- 2.0i (BB3) – centralny zamek, el. sterowane lusterka, el. szyby, el. szyberdach, wspomaganie kierownicy, regulacja wysokości świateł, regulacja kolumny kierowniczej, ABS (opcjonalnie), SRS kierowcy (opcjonalnie) klimatyzacja manualna (opcjonalnie), regulacja jasności podświetlania zegarów (opcjonalnie).
- 2.3i (BB2) – centralny zamek, el. sterowane lusterka, el. szyby, el. szyberdach, wspomaganie kierownicy, regulacja wysokości świateł, regulacja kolumny kierowniczej, ABS, SRS kierowcy, SRS pasażera (opcjonalnie), Pełne zegary typu "Digital" (opcjonalnie), klimatyzacja manualna (opcjonalnie), regulacja jasności podświetlania zegarów.
- 2.3i 4WS (BB2) – centralny zamek, el. sterowane lusterka, el. szyby, el. szyberdach, wspomaganie kierownicy, regulacja wysokości świateł, regulacja kolumny kierowniczej, ABS, SRS kierowcy, SRS pasażera (opcjonalnie), Pełne zegary typu "Digital" (opcjonalnie), klimatyzacja manualna (opcjonalnie), regulacja jasności podświetlania zegarów, system czterech kół skrętnych.
- 2.2i VTEC (BB1) – centralny zamek, el. sterowane lusterka, el. szyby, el. szyberdach, wspomaganie kierownicy, regulacja wysokości świateł, regulacja kolumny kierowniczej, ABS, SRS kierowcy, SRS pasażera, Pełne zegary typu "Digital" (opcjonalnie), klimatyzacja manualna (opcjonalnie), regulacja jasności podświetlania zegarów.
- 2.2i VTEC 4WS (BB1) – centralny zamek, el. sterowane lusterka, el. szyby, el. szyberdach, wspomaganie kierownicy, regulacja wysokości świateł, regulacja kolumny kierowniczej, ABS, SRS kierowcy, SRS pasażera, Pełne zegary typu "Digital" (opcjonalnie), klimatyzacja manualna (opcjonalnie), regulacja jasności podświetlania zegarów, system czterech kół skrętnych.

Australia:
- CV / S (BA8)
- Si (BB2)
- SRS (BB1)
- VTi-R (BB1/BB4)

## Honda Prelude V

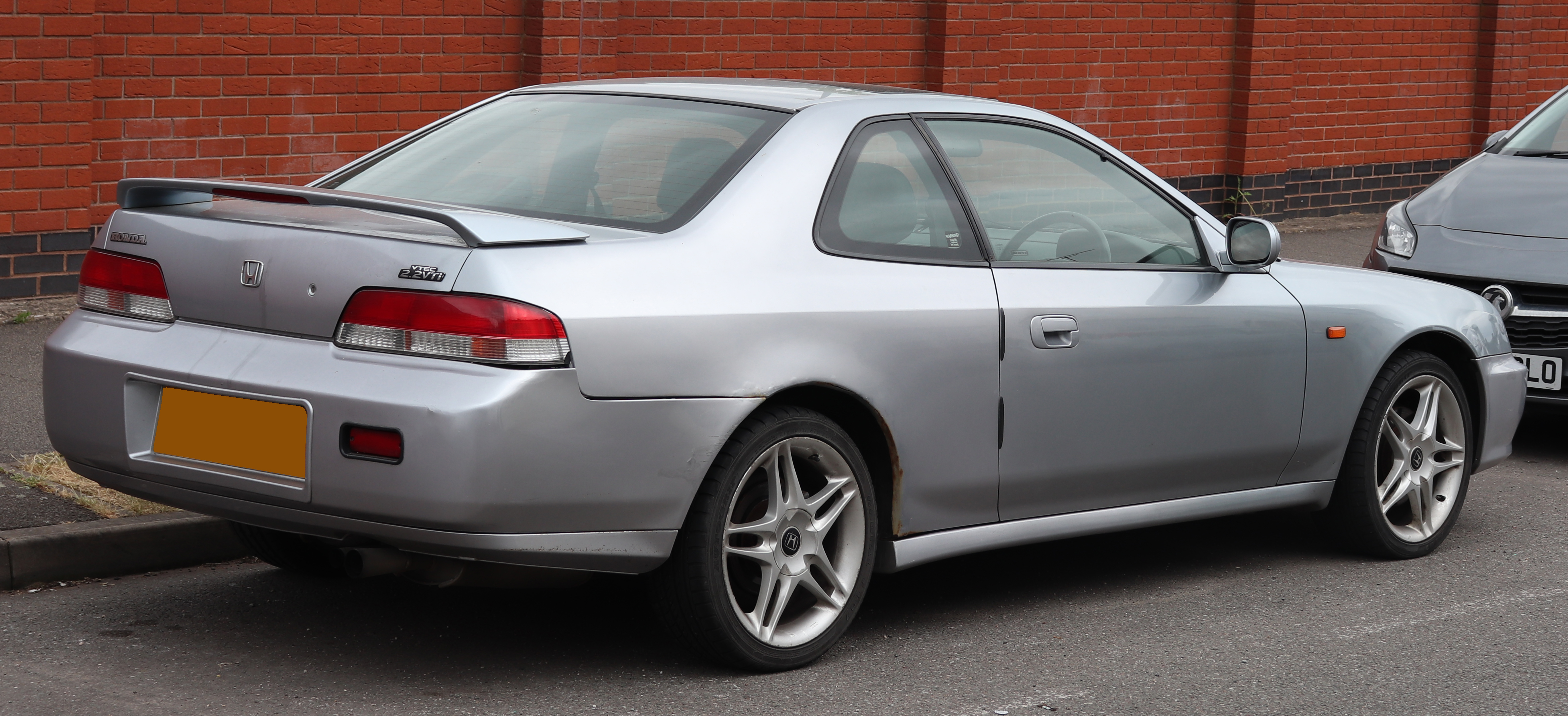
Tył Hondy Prelude V

Honda Prelude V zadebiutowała w 1996 roku. Auto produkowano do 2001 roku po czym produkcję zakończono ze względu na przerwanie prac nad F1, po ukazaniu się w Japonii czwartej generacji Integry. Sprzedano 58 118 sztuk piątej generacji Prelude.

### Silniki
- 2.0i SOHC 133 KM (F20A4)
- 2.2 VTi DOHC VTEC 185 KM (H22A5)
- 2.2 VTi DOHC VTEC 200 KM (H22A4, H22A8, H22A)
- 2.2 VTEC Type-S 220 KM (H22A)

#### Wersje wyposażeniowe
Japonia:
- SCoupe
- Si
- SiR
- SiR S-spec
- Type-S

USA:
- Prelude
- Typ SH

Kanada:
- Prelude
- Typ SH
- SE

Europa:
- 2.0i
- 2.2 VTi
- 2.2 VTi-S

Australia:
- VTi-R
- ATTS